# Opel Omega B
Der Opel Omega B ist ein Pkw der oberen Mittelklasse von Opel, der von Anfang 1994 bis Mitte 2003 produziert wurde. Er kam als Nachfolger des Omega A auf den Markt.

## Modellgeschichte

### Allgemeines
Am 29. April 1994 erschien der Omega B. Die gerundete Form des Wagens erinnerte an die der von Cadillac im Jahr 1990 vorgestellten Studie Aurora. Der Omega B war mit Airbag-System ausgestattet. Auch das Fahrwerk wurde verstärkt.
Als Basismotorisierung diente weiterhin der bisher eingebaute Vierzylindermotor mit 2,0 l Hubraum und 85 kW (116 PS), dazu kam eine 16-Ventil-Variante mit 100 kW (136 PS). Die bisherigen Reihensechszylinder-Ottomotoren wurden durch neu entwickelte V6-Motoren ersetzt. Zunächst gab es den 2,5-Liter mit 125 kW (170 PS), außerdem den 3,0-Liter mit 155 kW (211 PS) im Spitzenmodell MV6.
Als Diesel gab es zunächst den von BMW zugekauften 2,5-l-Turbodiesel (Reihensechszylinder) vom Typ M51-D25 mit 96 kW (131 PS) statt der 105 kW des BMW 325/525tds. Später gab es auch einen 2,0-l-16V-Direkteinspritzer-Diesel mit 74 kW (101 PS). Die Einspritzpumpe wird bei diesem Motor von der Nockenwelle mit einer Duplex-Steuerkette angetrieben, von dort treibt eine Einfachkette die Nockenwelle an. Trotz der 16 Ventile hat er nur eine Nockenwelle, welche die Ventile über reibungsarme Rollenschlepphebel antreibt.
Die neuen V6-Motoren verfügten über Leichtmetallzylinderköpfe mit vier Ventilen pro Zylinder. Hinzu kam das „Multiram-System“, welches die Länge des Ansaugweges in Abhängigkeit von der Motordrehzahl in mehreren Stufen variieren kann, was besonders im unteren Drehzahlbereich für mehr Drehmoment sorgte. Alle Motoren im Omega waren längs eingebaut. Der Omega B war das  letzte Fahrzeugmodell von Opel, welches mit Hinterradantrieb gefertigt wurde. Die kompakte und kurze Bauform der V6-Motoren machte sie auch für den Quereinbau in Fahrzeugen mit Frontantrieb tauglich. Entsprechend wurde der 2,5-l-V6 auch im Vectra und Calibra angeboten.

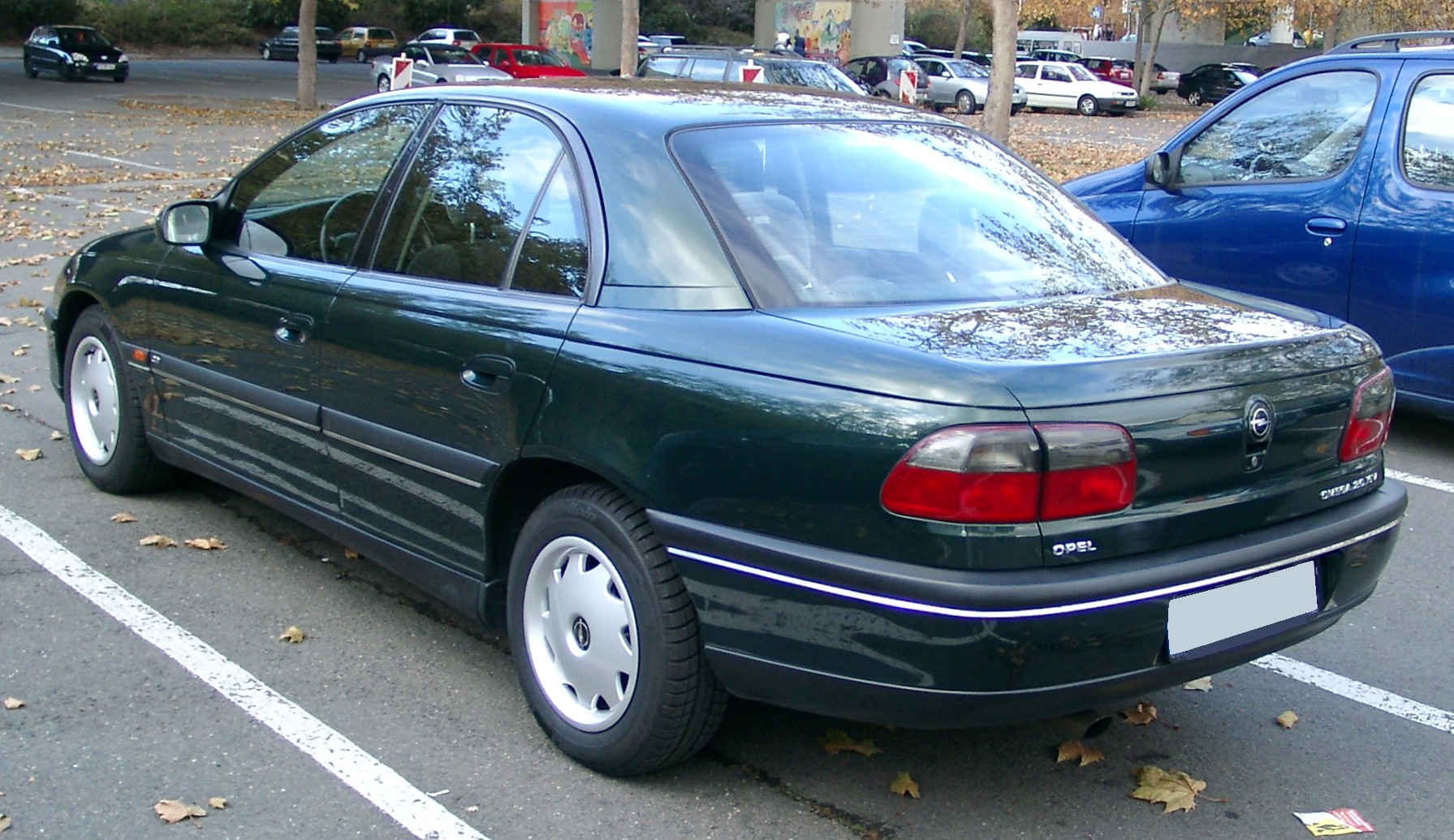
Heckansicht
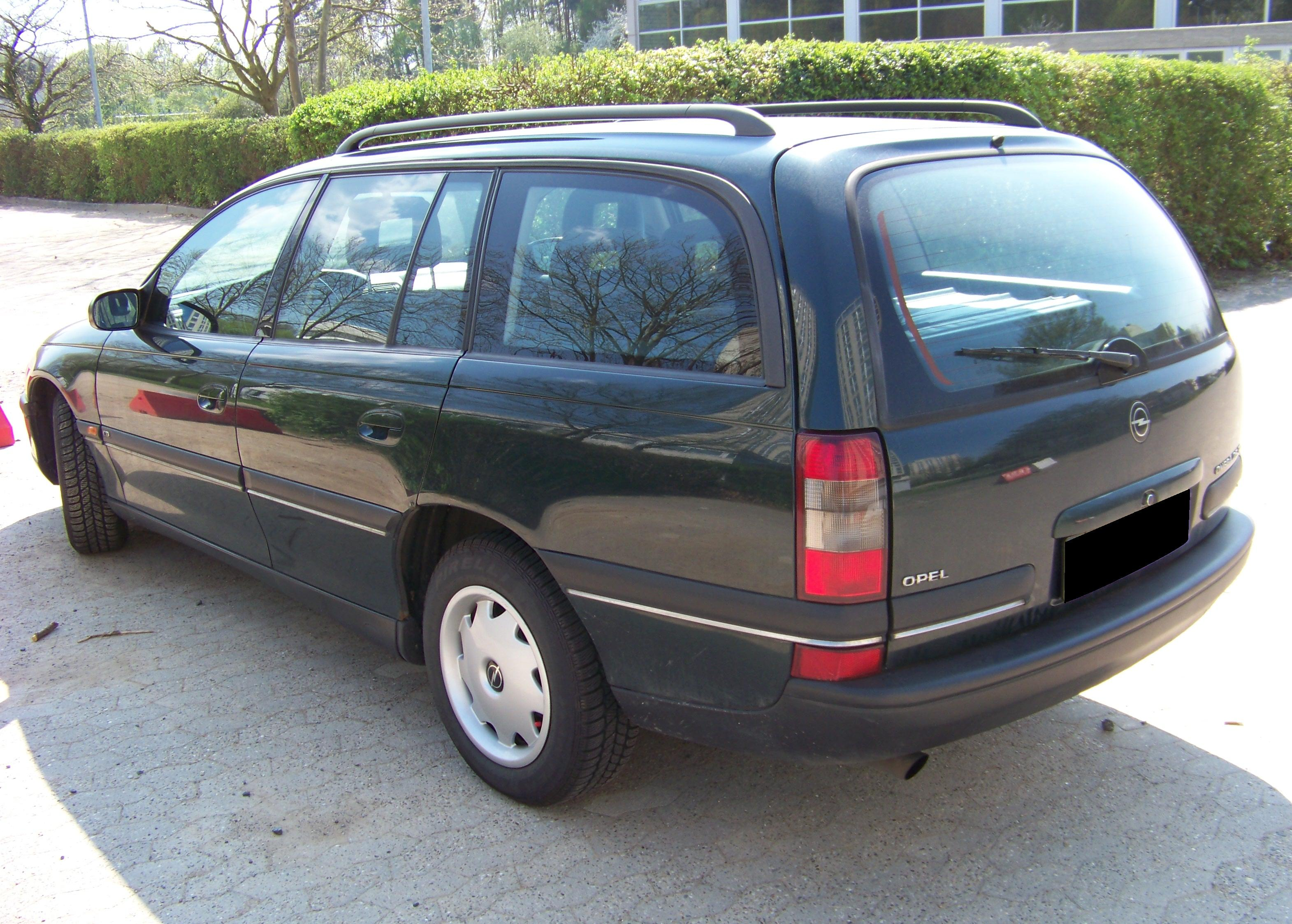
Opel Omega Caravan (1994–1999)

### Modellpflege
Im August 1999 erhielt der Omega ein größeres Facelift, die geänderte Version wurde intern als Omega B2 bezeichnet. Sowohl die Front als auch das Heck wurden neu gestaltet, auch der Innenraum wurde weitgehend überarbeitet. Chromleisten entfielen nun zum größten Teil, dafür waren Stoßfänger und Seitenleisten in Wagenfarbe lackiert. Es gab neue Ausstattungslinien, wobei der MV6 entfiel. Die edelste Variante nannte sich nun „Executive“. In dieser Linie war fast alles enthalten, was die Aufpreisliste zu bieten hatte: Lederpolster, elektrisch verstellbare Sitze, Xenon-Licht, Tempomat, Radio mit CD-Wechsler und Telefon. Aufpreispflichtig waren bei dieser Ausstattung fast nur noch das Schiebedach und die Metallic-Lackierung.
Mit der Überarbeitung folgte auch ein neuer Basismotor mit 106 kW (144 PS) aus 2,2 Litern Hubraum, zugleich entfielen die beiden Zweiliter-Maschinen.
Ab Herbst 2000 sollte wieder ein so genannter „Über-Omega“ mit einem 5,7-l-V8 LS-1 mit 228 kW (310 PS) gebaut werden. Er wurde aber wenige Wochen vor der geplanten Markteinführung zurückgezogen, weil Getriebeprobleme nicht gelöst werden konnten. Der Motor selbst (Motorcode Y57XE) entwickelte ein maximales Drehmoment von 450 Nm. Nach inoffiziellen Angaben wurden 32 serienfertige Omega V8 produziert, die als Testwagen eingesetzt wurden und noch heute bei Opel existieren.
Ebenfalls ab Herbst 2000 wurde ein 2,6-l-Motor mit 132 kW (179 PS), der den 2,5 V6 ersetzte, sowie ein 2,2-l-Diesel mit 88 kW (120 PS) angeboten, welcher der beiden bisherigen Dieselmotoren (2,0 DTI sowie 2,5 TD) ersetzte.
Für alle, die vergebens auf einen stärker motorisierten Omega gewartet hatten, schob Opel im Frühjahr 2001 einen 3,2-Liter-V6 mit 160 kW (218 PS) nach, der den 3,0-Liter ablöste und nur noch mit Automatikgetriebe lieferbar war (außer Behördenfahrzeugen).
Der erste Commonrail-Diesel kam im Sommer 2001 mit einem ebenfalls von BMW zugekauften 2,5-l-Reihensechszylinder des Typs M57-D25. Der über den gesamten Drehzahlbereich per Software gedrosselte Motor leistete 110 kW (150 PS) und 300 Nm statt der 120 kW (163 PS) und 350 Nm des BMW 525d.

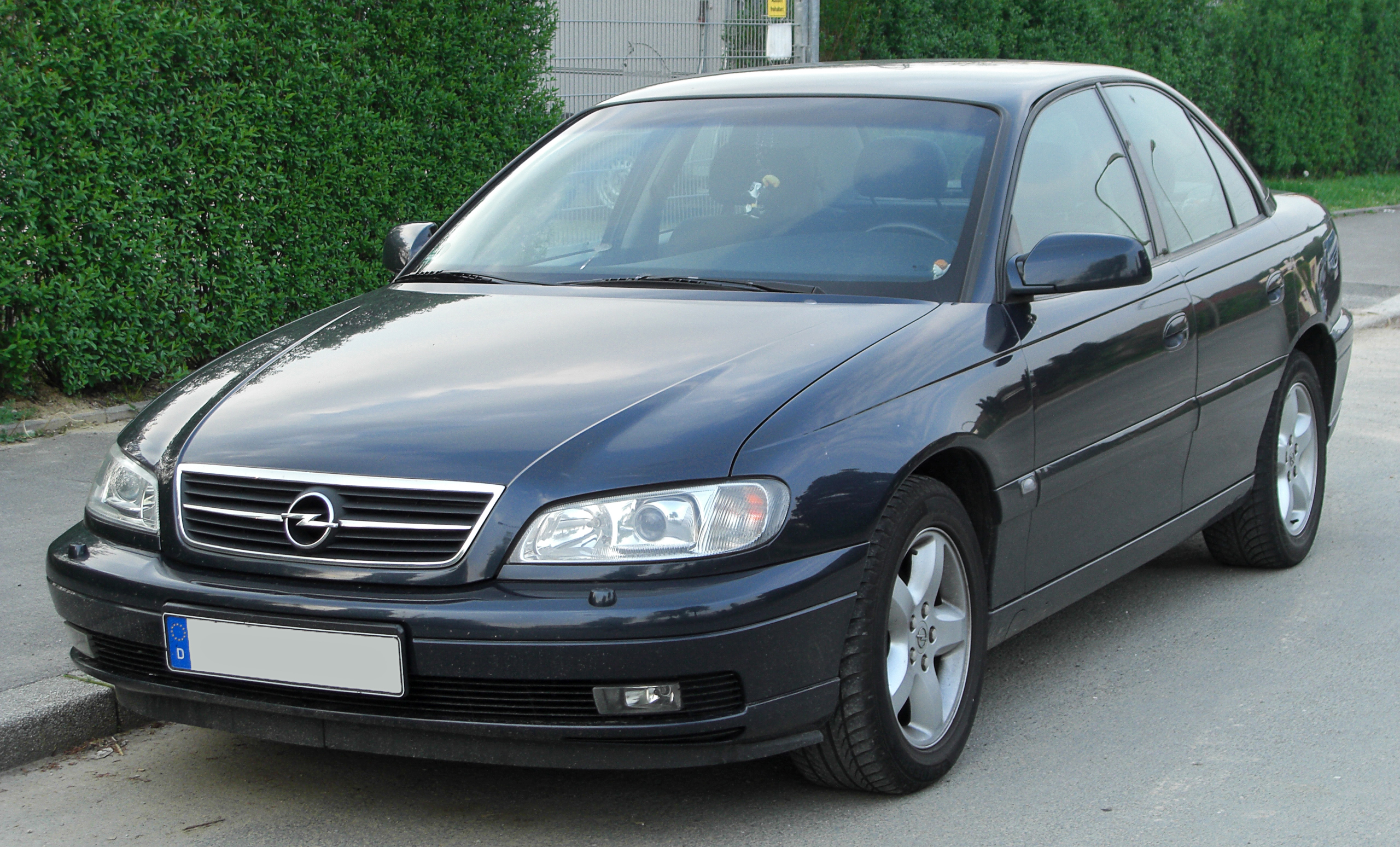
Opel Omega (1999–2003)
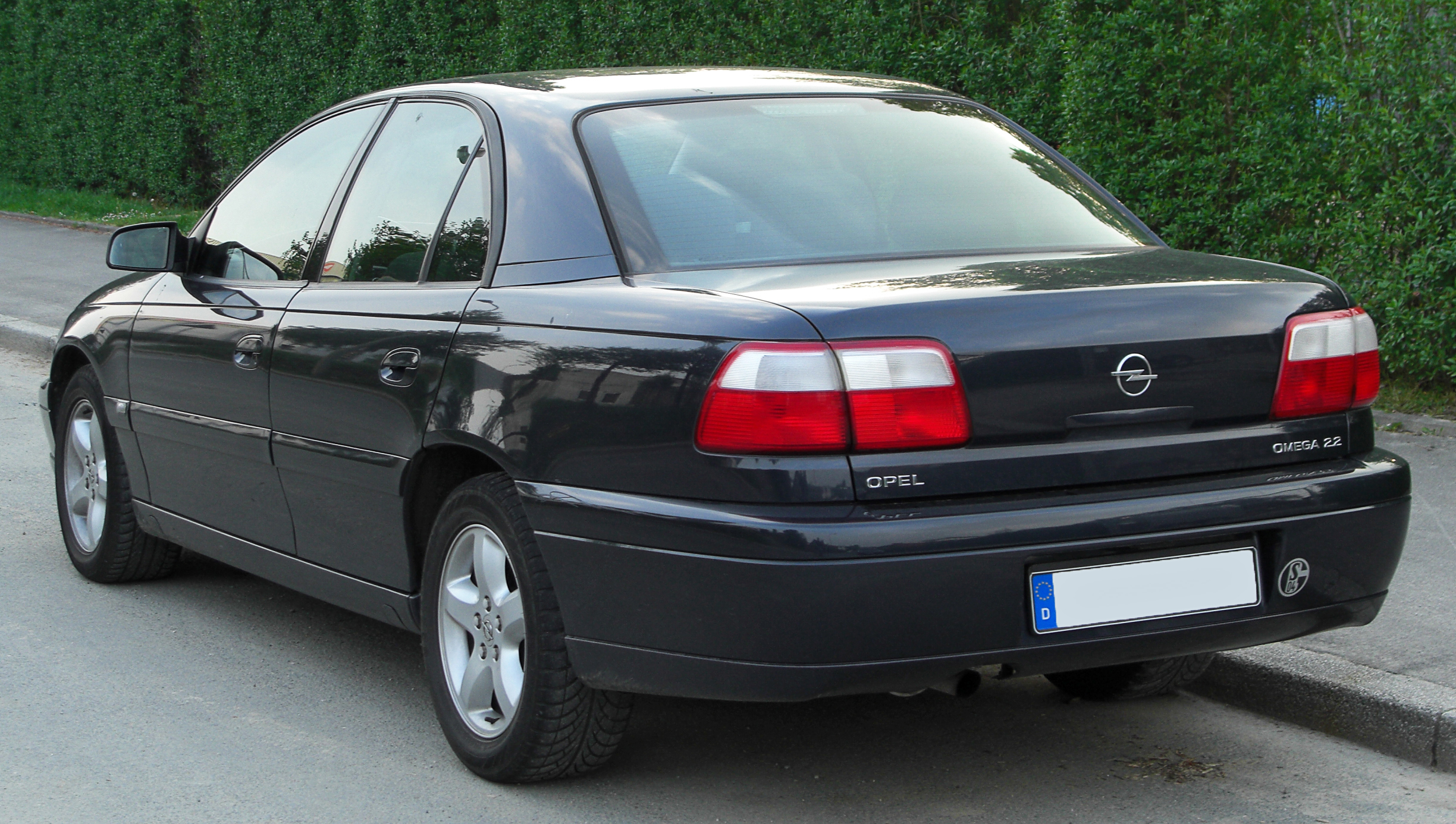
Heckansicht
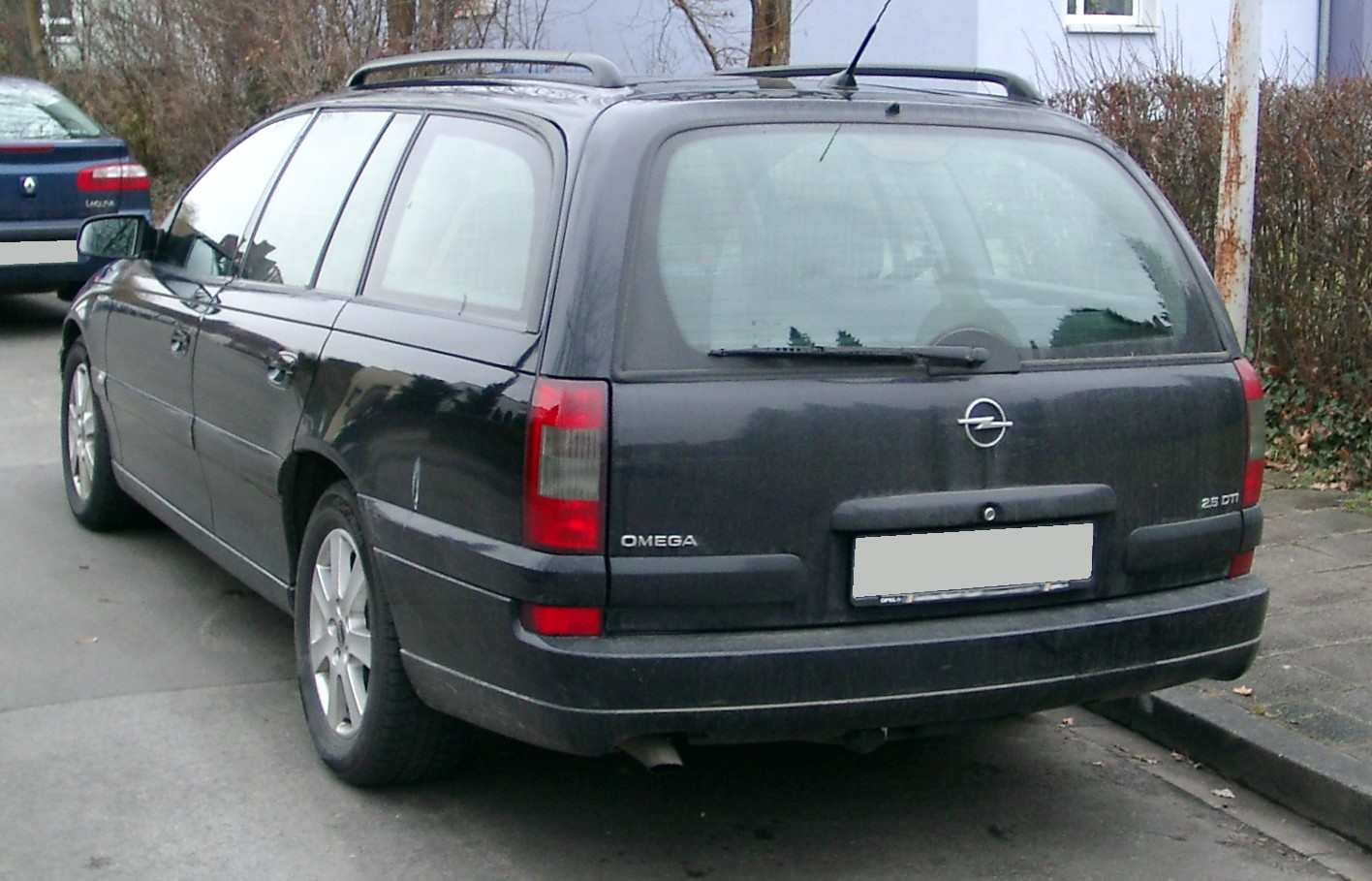
Opel Omega Caravan (1999–2003)
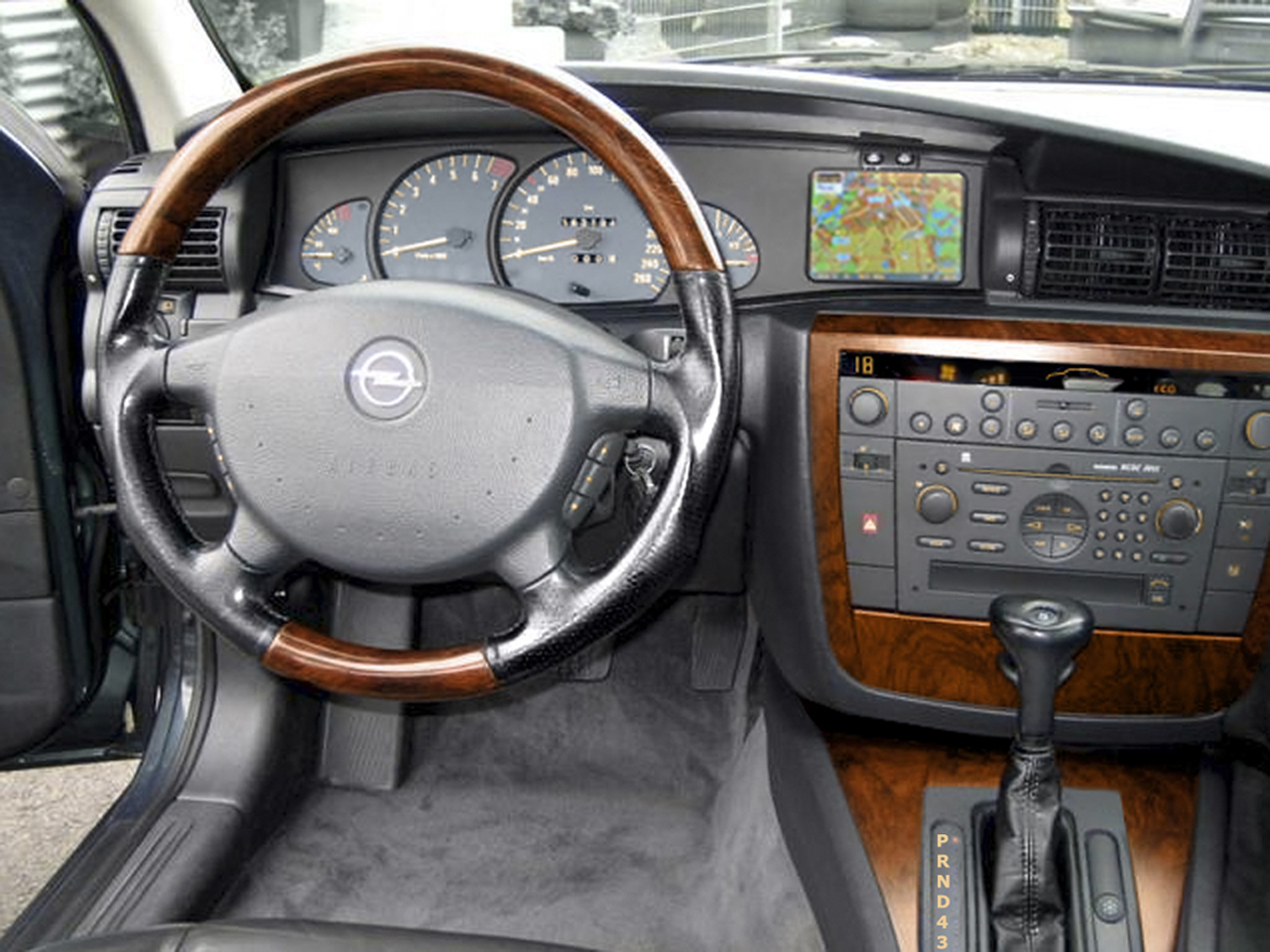
Innenraum

### Produktionsende
Ende Juni 2003 stellte Opel die Fertigung des Omega B ein. Damit endete für die Marke eine Ära in der gehobenen Mittelklasse, denn der Omega war der letzte Opel dieser Größenordnung in der klassischen Bauweise mit Frontmotor und Hinterradantrieb. Auch die traditionelle Bauform der viertürigen Stufenhecklimousine wurde mangels Erfolgsaussichten in diesem Segment aufgegeben.
Der von Februar 2003 bis Juli 2008 angebotenen Signum sollte den Omega ersetzen, doch obwohl ihm bescheinigt wurde, mehr Nutzwert und Komfort bei niedrigeren Preisen zu bieten, wurde er unter anderem wegen seiner Plattformgröße und der kombiähnlichen Silhouette als ein neuer Fahrzeugtyp wahrgenommen.
Als Kombi wurde der Omega durch den Vectra C Caravan ersetzt, der wie auch der Signum einen im Vergleich zur Vectra-Limousine um 13 cm vergrößerten Radstand hatte, was beide Modelle über dieser positionierte. Das KBA ordnet sowohl den Signum als auch den Vectra Caravan der Mittelklasse zu.
Mit der Modellstudie Insignia zeigte Opel im Herbst 2003 eine weitere Lösung zur Nachfolge des Omega, die aber wieder verworfen wurde.
Von November 2008 bis Dezember 2022 wird der Name Insignia für den Nachfolger des Mittelklasse-Modells Vectra verwendet, der sich nun auch als Limousine in seiner Größe dem Omega genähert hat.

## Varianten im Ausland
In Großbritannien wurde das Auto als Vauxhall Omega verkauft. Auch die Vauxhalls rollten in Rüsselsheim vom Band.
Auf dem amerikanischen Markt wurde der Omega zwischen Sommer 1996 und Herbst 2001 als Cadillac Catera angeboten. Da er ebenfalls in Rüsselsheim gebaut wurde, sollte er vom guten Ruf des „Made in Germany“ profitieren. Äußerlich unterschied sich der Cadillac vom Opel hauptsächlich durch einen anderen Kühlergrill, geänderte Stoßstangen sowie geänderte Rückleuchten und einen anderen Mittelkonsolen-Einsatz mit integriertem Kassetten-Radio und Klimasteuerung über Tasten bzw. Knopfschalter. Technisch waren sie praktisch identisch. Beim Catera kam ausschließlich der 3,0- bzw. später der 3,2-Liter-V6 zum Einsatz.
In Australien (unter dem Markennamen Holden) wurde der Omega in deutlich veränderter Form bis Sommer 2006 mit V6- und V8-Motoren gebaut. Dort hieß er allerdings nicht Omega, sondern je nach Ausstattung Holden Commodore, Berlina oder Calais.
Neben Limousine und Kombi wurden auch noch weitere Karosserie-Varianten angeboten: Als Limousine mit verlängertem Radstand (Statesman/Caprice), als Allrad-Gelände-Kombi (Adventra), als zwei- und viertüriger Pick-up (Ute/Crewman) und als zweitüriges Coupé Monaro. Der Monaro wurde in leicht abgewandelter Form in Amerika als Pontiac GTO und in England unter dem Namen Vauxhall Monaro vertrieben. Das Coupé war ausschließlich mit V8-Motor erhältlich. 2006 wurden die Holden-Modelle durch Neuentwicklungen auf der Plattform GM Zeta ersetzt.

## Motoren

### Ottomotoren
| Modell        | Bauzeit                   | Motorkennzeichnung            | Zylinder | Hubraum  | Leistung bei 1/min       | Drehmoment bei 1/min | Höchstgeschwindigkeit in km/h (Limousine/Kombi) | Beschleunigung 0–100 km/h in s | Verbrauch in l/100 km |
| ------------- | ------------------------- | ----------------------------- | -------- | -------- | ------------------------ | -------------------- | ----------------------------------------------- | ------------------------------ | --------------------- |
| 2.0i 8V       | 01/1994–08/1999           | X20SE (L96)                   | R4-OHC   | 1998 cm³ | 85 kW (116 PS) bei 5400  | 178 Nm bei 2800      | 195 / 187                                       | 13,0–14,0                      | 8,9–9,2               |
| 2.0i 16V      | 01/1994–08/1999           | X20XEV (L34)                  | R4-DOHC  | 1998 cm³ | 100 kW (136 PS) bei 5600 | 185 Nm bei 4000      | 210 / 204                                       | 11,0–11,5                      | 8,5–8,7               |
| 2.2i 16V      | 08/1999–06/2003           | Y22XE (LA9) / Z22XE (LA9/LU5) | R4-DOHC  | 2198 cm³ | 106 kW (144 PS) bei 5400 | 205 Nm bei 4000      | 210 / 204                                       | 10,5–11,0                      | 9,4–9,6               |
| 2.5i 24V      | 01/1994–09/2000           | X25XE (L80)                   | V6-DOHC  | 2498 cm³ | 125 kW (170 PS) bei 6000 | 227 Nm bei 3200      | 228 / 220                                       | 9,5–10,0                       | 9,1–10,4              |
| 2.6i 24V      | 10/2000–06/2003           | Y26SE (LY9)                   | V6-DOHC  | 2597 cm³ | 132 kW (179 PS) bei 6000 | 240 Nm bei 3400      | 229 / 221                                       | 9,5–10,0                       | 10,6–10,7             |
| 3.0i 24V      | 04/1994–02/2001           | X30XE (L81)                   | V6-DOHC  | 2962 cm³ | 155 kW (211 PS) bei 6200 | 270 Nm bei 3400      | 240 / 235                                       | 8,5–9,3                        | 9,6–10,4              |
| 3.2i 24V      | 02/2001–06/2003           | Y32SE (LA3)                   | V6-DOHC  | 3175 cm³ | 160 kW (218 PS) bei 6000 | 290 Nm bei 3400      | 240 / 232                                       | 9,0-9,5                        | 11,9                  |
| 5.7i 16V (V8) | nicht in Serie produziert | Y57XE (LS1)                   | V8-OHV   | 5665 cm³ | 228 kW (310 PS) bei 5600 | 450 Nm bei 4400      | 250 (abgeregelt)                                | 6,9                            | k. A.                 |

### Dieselmotoren
| Modell      | Bauzeit         | Motorkennzeichnung            | Zylinder | Hubraum  | Leistung bei 1/min       | Drehmoment bei 1/min | Höchstgeschwindigkeit in km/h (Limousine/Kombi) | Beschleunigung 0–100 km/h in s | Verbrauch in l/100 km |
| ----------- | --------------- | ----------------------------- | -------- | -------- | ------------------------ | -------------------- | ----------------------------------------------- | ------------------------------ | --------------------- |
| 2.0 DTI 16V | 09/1997–09/2000 | X20DTH (LD1)                  | 4        | 1995 cm³ | 74 kW (101 PS) bei 4300  | 205 Nm bei 1750      | 186 / 180                                       | 15,0–16,0                      | 6,9–7,2               |
| 2.2 DTI 16V | 10/2000–06/2003 | Y22DTH (LL9)                  | 4        | 2172 cm³ | 88 kW (120 PS) bei 4000  | 280 Nm bei 1600      | 195 / 190                                       | 12,5–13,0                      | 7,1–7,3               |
| 2.5 TD      | 04/1994–11/2000 | U25DT/X25DT (L93) bzw. M51D25 | 6        | 2497 cm³ | 96 kW (131 PS) bei 4500  | 250 Nm bei 2200      | 200 / 195                                       | 12,0–12,5                      | 7,4–7,7               |
| 2.5 DTI     | 06/2001–06/2003 | Y25DT (L14) bzw. M57D25       | 6        | 2497 cm³ | 110 kW (150 PS) bei 4000 | 300 Nm bei 1750      | 208 / 200                                       | 10,5–11,0                      | 7,6–7,8               |

## Detailliertere Modellgeschichte

### Modelljahr 1995
Bereits im Herbst 1994 wurde der Korrosionsschutz verbessert und die Motorhaube im hinteren Bereich angehoben, um Wischerflattern zu reduzieren. Weiterhin erhielt die Klimaanlage einen Verdampfer mit Innenbeschichtung, die Steuerung des Schiebedachs wurde verbessert und im Innenraum die Halterung für Fußmatten modifiziert.
Größere Änderungen erfuhren auch die Getriebe. Beim großen Automatikgetriebe AR 35 (für den X30XE) wurde die Hinterachsübersetzung von 1:3,9 auf 1:3,7 gesetzt. Das Getriebe AR 25 erhielt einen größeren Wandler und die Wandlerüberbrückungskupplung wurde für Fahrzeuge mit dem 2,5-TD-Motor verändert. Die Schaltgetriebe erhielten Schwingungstilger.

### Modelljahr 1996
Ab dem Herbst 1995 wurden neue Farben für die Lackierung, die elektronisch geregelte Klimaanlage mit Sonnensensor und eine neue Radiogeneration angeboten. Die Steuerung der Zentralverriegelung und der Diebstahlswarnanlage erfolgte nun mittels Funkfernbedienung statt wie bisher per Infrarot. Das variable Wischerintervall wurde per Rändelrad im Wischerhebel einstellbar. Die Motorraum-Geräuschisolation, die Vordersitz-Rückenversteller, die Funkentstörung der Steuergeräte für die Automatikgetriebe und die Heizleistung (per Zusatzpumpe) wurden verbessert.
An den Hintertüren kamen ab jetzt Torsionsfeder-Türbremsen zum Einsatz. Weitere Änderungen umfassten das Hybrid-Generator-Airbag-System, die Sicherheitsschlösser, die Laderaumabdeckung des Caravans und die Montage des Hinterachskörpers.
Darüber hinaus wurde für den X20XEV-Motor eine zweiteilige Aluminium-Motorölwanne eingeführt und bei allen Modellen der Schalthebel um 25 mm gekürzt.

### Modelljahr 1997

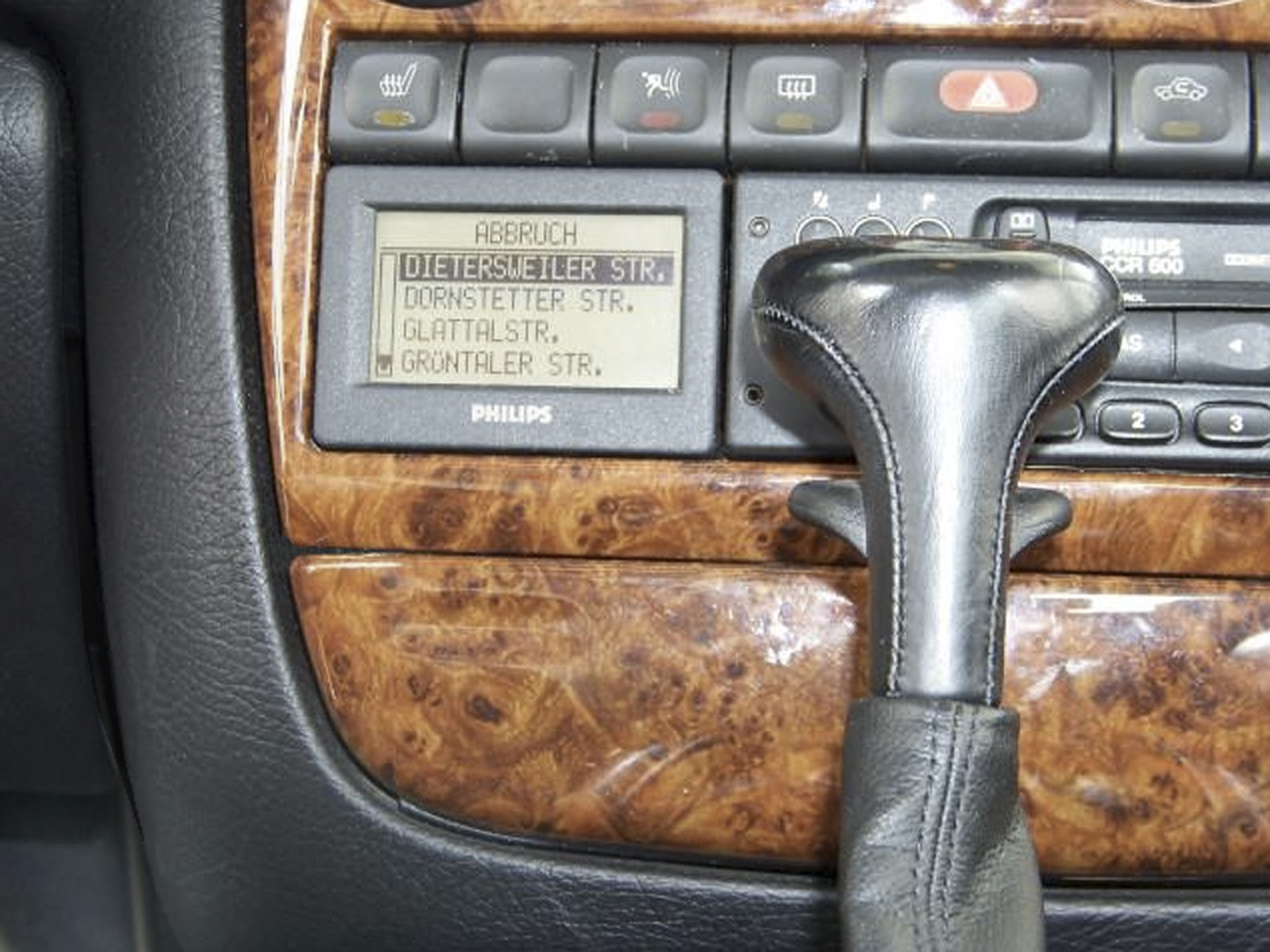
Navigationssystem

Seit Sommer 1996 wurden für den Omega die Lenkrad-Höhenverstellung, CD-Wechsler und Lenkrad-Fernbedienung als Sonderausstattung angeboten. Seitenairbags und Gurtstraffer wurden Serienausstattung.
Die Mittelkonsole erhielt Edelholz-Furnier, es gab nun ein fünfstufiges Gebläse und die Traktionskontrolle mit Bremseneingriff wurde eingeführt. Andere Änderungen betrafen einen Materialwechsel bei Kraftstoffschläuchen und eine bessere Abdichtung der Auspuffanlage.
Ab Februar 1997 konnte ein Navigationssystem bestellt werden.

### Modelljahr 1998
Beginnend im Herbst 1997 erhielt das Armaturenbrett einen durchgehenden Lüftungsschlitz für die Frontscheibe. Die nunmehr wieder vollgepolsterten Kopfstützen auf den Fensterplätzen konnten nach vorn geklappt und im Caravan die hintere Mittelkopfstütze versenkt werden. Der Innenrückspiegel wurde vergrößert und am Deckel der Mittelarmlehne Scharniere und Verriegelung verbessert. In neuen Versionen eingeführt wurden: der Sensor für die Niveauregulierung, das Antiblockiersystem 5.3 bzw. 5.3/TC, das Kombiinstrument mit Kontrollleuchten für Nebelscheinwerfer und -Rückleuchte und das Steuergerät für den Tempomat.
Zudem waren nun Klarglas-Ellipsoid-Scheinwerfer serienmäßig sowie Xenonlicht als Sonderausstattung verfügbar. Ein neues Radiosystem stand zur Auswahl und der OnStar-Kommunikationsservice wurde eingeführt. Die Borduhr konnte sich nun per RDS-Signal selbst stellen. Bei allen Fahrzeugen wurde nun immer die große Bremsanlage verbaut.
Der 2.0-16V-Motor (X20XEV) erhielt Ausgleichswellen und Modifikationen am Ansaugsystem zur Verbesserung der Laufruhe und des Geräuschniveaus. Am 3,0-l-24V-Motor (X30XE) wurden zur Leistungssteigerung und Geräuschreduzierung der Zylinderkopf, das Saugrohr und das Motorsteuergerät geändert sowie der Staudruck durch den Nachschalldämpfer reduziert. Außerdem erhielten alle Automatikgetriebe eine elektromechanische Wählhebelsperre.
Ab Dezember 1997 konnte der kleine 2,0-Liter-Diesel mit 74 kW (101 PS) erworben werden. Seit Februar 1998 wurden alle Modelle mit dritter Bremsleuchte ausgestattet, die bei der Limousine mit LEDs und beim Caravan mit normalen Glühlampen ausgestattet ist. Zusätzlich wurde der Schalter für die Traktionskontrolle über das Radio versetzt und das Steuergerät der Wegfahrsperre gegen ein Abziehen vom Zündschloss gesichert.

### Modelljahr 1999
Das Opel-Fix-Kindersitzsicherheitssystem konnte nun bestellt werden. Das Navigationssystem kam nun direkt von Opel und war Serie im Omega MV6. Wiederum wurde ein neues verbessertes Radiosystem angeboten und die Laderaumabdeckung beim Caravan geändert. Der Schlüssel bekam ein geändertes Gehäuse (rechteckige Gummitasten). Alle verfügbaren Benzinmotoren verwendeten nun Vierventiltechnik und die Klimaanlage wurde serienmäßig.
Beim 2,5-l-V6-Motor (X25XE) wurde die Hinterachsübersetzung gekürzt und bei allen V6 Zahnriemengeometrie und -material zur Geräuschminimierung geändert. Außerdem kam es zu Änderungen im Ölkreislaufsystem.
Ab Februar 1999 wurde ein verbesserter Katalysator verbaut. Gleichfalls ab diesem Zeitpunkt wurde das Sondermodell Edition 100 angeboten.

### Modelljahr 2000
Wie beschrieben erschien im August 1999 eine überarbeitete Version des Omega. Im Rahmen des Facelift wurde die Frontpartie mit v-förmig konturierter Motorhaube, integriertem Kühlergrill und an das neue Design angepassten Klarglasscheinwerfern versehen. Die Heckleuchten des Caravan-Modells, die Außenspiegel (elektrisch anklappbar) und die Stoßfänger hinten und vorn wurden umgestaltet. Durch den Einsatz dickerer Bleche an vielen Stellen konnte die Karosseriesteifigkeit erhöht werden. Eine neue Generation von Hybrid-Airbags gelangte zum Einbau.
Andere sicherheitsrelevante Änderungen waren die Einführung aktiver Kopfstützen und ein Quick-Power-Bremskraftverstärker. Die bisherigen Informationsdisplays für Radio und Bordcomputer wurden durch grafische Displays ersetzt – wahlweise monochrom oder in Verbindung mit einem Navigations-Telefonradio farbig. Von nun waren alle angebotenen Radios in Doppel-DIN-Größe ausgeführt. Weitere Änderungen im Innenraum betrafen die Sitzpolstervarianten, ausklappbaren Taschen in den Türverkleidungen und eine komplett hochklappbare Armlehne. Die Zwei-Zonen-Klimaautomatik wurde serienmäßig.
Der 2,0-l-16V-Motor (X20XEV) entfiel und wurde durch einen 2,2-l-16V-Motor ersetzt. Dieser erhielt gleichzeitig eine verbesserte elektronische Wegfahrsperre. Opel gewährte nun zehn Jahre Garantie gegen Durchrostung.

### Modelljahr 2001
Alle 6-Zylinder-Ausführungen erhielten hinten Bremsen mit innenbelüfteten 286 × 20-mm-Scheiben. Ein Ölkühler für das Getriebeöl der Automatik-Modelle wurde eingeführt, gleichfalls wurde für diese Modelle das Hitzeschutzblech vergrößert. Eine wärmereflektierende Frontscheibe mit sieben Metalldampfschichten wurde verbaut. Silikatfreies Motorkühlmittel als Lebensdauerfüllung kam zum Einsatz. Die Seitenblinker wurden nun weiß, der Fondzigarettenanzünder durch eine 12-Volt-Steckdose ersetzt und das Motorsteuergerät OBD-2-fähig.
Im Oktober 2000 wurde der 2,5 V6-Motor (X25XE) gegen den 2,6 V6 (Y26SE) und der 2,0-l-Diesel (X20DTH) gegen einen 2,2-l-Diesel (Y22DTH) ausgetauscht. Der 2,2 DTI mit Schaltgetriebe R 30 erhielt eine selbstnachstellende Kupplung. Darüber hinaus wurde die Servolenkung verbessert, welche nun größere Unterstützung bei Leerlaufdrehzahl bot.
Ende November 2000 wurde der 2,5-Liter-Sechszylinder-Turbodiesel mit Wirbelkammereinspritzung (X25DT) aus dem Programm genommen.
Ab Februar 2001 ersetzte der 3,2 Liter große V6-Motor (Y32SE) den bisherigen 3,0 V6 (X30XE).

### Modelljahr 2002
Nach einer halbjährigen Pause wurde ab Juli 2001 mit der von BMW zugekaufte 2,5-l-Dieselmotor mit Common-Rail-Einspritzung (Y25DT) wieder ein Sechszylinder-Turbodiesel angeboten und bereits als Modelljahr 2002 deklariert. Der 2,5 DTI stand auch in Verbindung mit einer fünfstufigen Automatik (GM 5L40-E) zur Auswahl. Das DVD-System Audio-Vision konnte als Sonderausstattung bestellt werden.
Ab Dezember 2001 wurden alle Sechszylinder-Modelle ohne Aufpreis mit ESP ausgeliefert.

### Modelljahr 2003
Am 24. Juni 2003 lief ein silberner Omega B 3,2 V6 als letztes Fahrzeug der Modellreihe in Rüsselsheim vom Band. In neun Jahren entstanden 797.011 Exemplare.